# Agrippa av Nettesheim

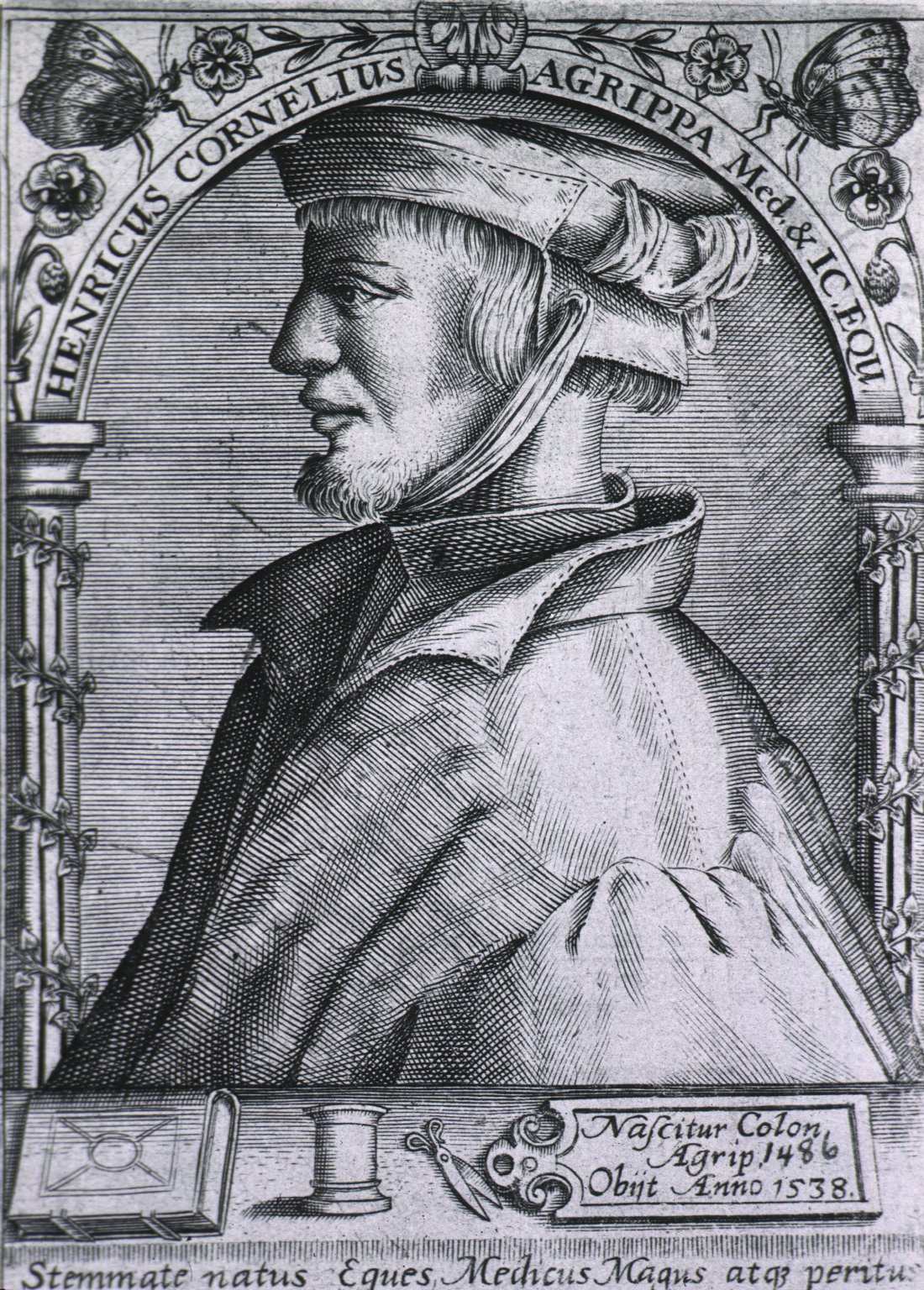
Agrippa av Nettesheim.

Agrippa av Nettesheim.

Agrippa av Nettesheim, egentligen Heinrich Cornelius, född 14 september 1486 i Köln, död 1535, var en tysk naturfilosof och var en av representanterna för den fantastiska riktning, som härskade inom vetenskapen mot medeltidens slut och som hävdade att människan genom hemliga medel kunde vinna en övernaturlig makt över de sinnliga tingen.

## Biografi
Agrippa levde ett kringflackande liv, var bland annat i Spanien för tyske kejsaren Maximilians räkning mellan 1507 och 1509 och senare i Frankrike, England, Tyskland och Italien för att umgås med humanismens och renässansens tänkare. 
Efter tiden i Spanien gav han en föreläsning i franska Dole, vilken utgjorde grunden till hans text om kvinnors överlägsenhet. Talet fungerade som en introduktion till Johann Reuchlins De verbo mirifico. Reuchlin var en av renässansens stora namn och hade lärt sig både grekiska och hebreiska samt intresserat sig för den judiska kabbalan. I skaran av Reuchlins elever fanns Agrippa vars föreläsning i Dole var något av ett försvarstal för hans läromästares idéer.
Hans helhjärtade försvar av den förbjudna judiska mystiken fick till följd att Agrippa kritiserades av franciskanen Jean Catilinet och därmed förlorade chansen att få ett fast uppdrag vid fakulteten i Dole. I sju år från 1511 befann sig Agrippa i Italien, troligen med militärt uppdrag från tyske kejsaren. Den huvudsakliga sysselsättningen blev dock att studera antikens tänkande och att föreläsa och skriva om den hermetiska Pimander.
Agrippa blev inbjuden till Metz 1518 för att tillträda en post som advokat och föreläsare. I Metz hamnade Agrippa i öppen konflikt med dominikanerna. En av anledningarna var att han, även om han inte öppet förespråkade reformationen, attackerade Luthers fiender och uttalade sitt gillande för de rykten om reformatorn som nådde staden. I sin roll som advokat försvarade han en kvinna som anklagades för häxeri och lyckades få henne frikänd. Allt detta retade upp de kyrkliga dignitärerna och Agrippa tvingades lämna Metz. Han fortsatte att flytta runt i Europa och kom bland annat att verka som den franska drottningmoderns läkare i Lyon och som historiker åt Margareta av Österrike innan han dog 1535.
Grunderna i Agrippas tänkande är dels naturmagi och ockult nyplatonism, dels skepticism. Misstron till kunskap var riktad framför allt mot skolastiken och dess vetenskapliga ambitioner. Guds existens ifrågasätts inte utan anses inte behöva förnuftsbevisning. De occulta philosophia hävdar omöjligheten till total kunskap och skrevs samtidigt som Declamatio de nobilitate et praecellentia foeminei sexus vilket lett till tvekan på allvaret i den senare. I De incertitudine et vanitate scientiarum declamatio invectiva, skriven relativt sent 1526, hävdas att det inte finns någon kunskap som inte kan motbevisas och även att lögnen är närvarande hos alla människor, till och med apostlarna. Agrippa tror på kunskap från sinnena men den är inte helt säker eftersom sinnena kan manipuleras.
Verket Declamatio de nobilitate et praecellentia foeminei sexus är en argumentation om att kvinnor i själva verket är överlägsna män. Agrippa gör en rad omtolkningar av Bibeln och kritiserar därmed tidens kvinnosyn. Eftersom udden tycks vara riktad mot den lärda skolastiken riktas även kritik mot dess stora auktoritet: Aristoteles. Tidstypisk är Agrippa genom att återgå till Platon och även använda sig av språkhistoria i sin argumentation.
Agrippa har förekommit i skönlitteratur. Bland annat förekommer han i Thomas Nashes roman The Unfortunate Traveller (1594). Han nämns i Mary Shelleys roman Frankenstein, i vilken huvudpersonen Victor Frankenstein läser Agrippas verk. Han nämns även i Harry Potter-böckerna. August Strindbergs syn på naturen är inspirerad av honom, vilket Strindberg utvecklar i Blå boken.